# Cheryl (nome)
Cheryl  è un nome proprio di persona inglese femminile.

## Varianti
- Femminili: Cheril[3], Cherelle[3], Charel[3], Cherryl[2], Sharyl[2], Sherill[2][3], Sheryl[2][3], Sheryll[2][3], Sherril[3]
  - Alterati: Cherilyn[2], Sharalyn[2], Sherilyn[2]
  - Ipocoristici: Cher[2]

## Origine e diffusione
Si tratta di un nome attestato negli Stati Uniti solo a partire dal XX secolo, che alcune fonti considerano semplicemente una forma elaborata di Cherie o Cherry, combinata eventualmente con Beryl. La forma Cherilyn è ulteriormente elaborata con l'aggiunta del popolare suffisso -lyn.
Tuttavia va notato che molti nomi oggi considerabili varianti di Cheryl (come Cheril, Cherill, Cherel, Cherrel, Sharell, Sherill, e via dicendo) sono documentati già prima, nel XIX secolo, e in molti casi si trattava di nomi maschili (il cui passaggio al femminile e la nascita della forma "Cheryl" sono effettivamente da imputare a Beryl, nome che godeva di moderata popolarità negli anni 1910). Ciò porta a pensare che si trattasse di trasposizioni del cognome inglese Cherill, derivante dal nome di Cherhill, una cittadina nel Wiltshire (un toponimo di origine celtica, dal nome del fiume Calne combinato con il termine celtico ial, "altopiano fertile").
A Cheryl si deve probabilmente la nascita di Meryl, una forma elaborata del nome Muriel.

## Onomastico
Si tratta di un nome adespota, in quanto non è portato da alcuna santa. L'onomastico si festeggia quindi il 1º novembre, in occasione di Ognissanti.

## Persone

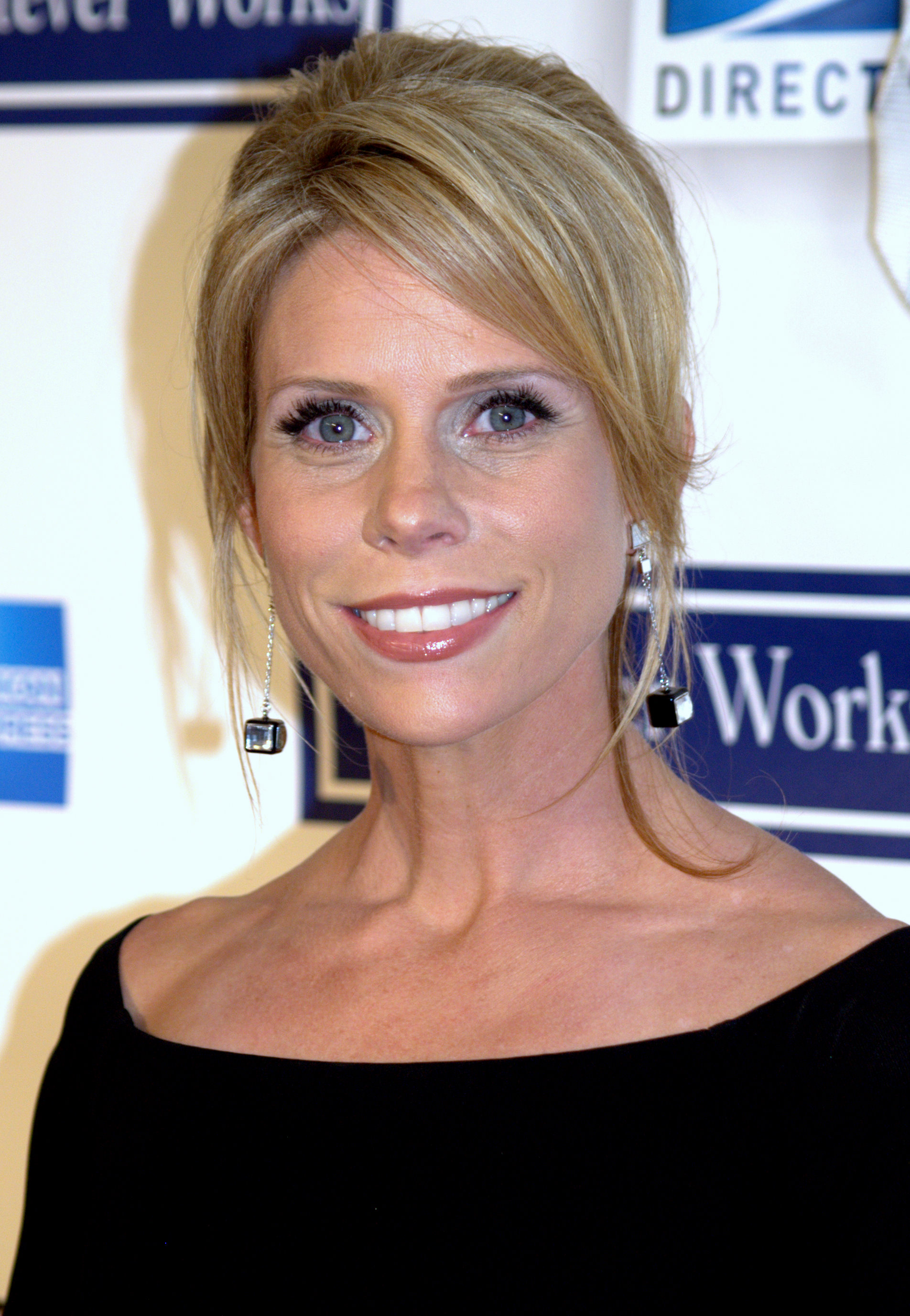
Cheryl Hines

- Cheryl Bentyne, cantante e arrangiatrice statunitense
- Cheryl Cole, cantante britannica
- Cheryl Hines, attrice e regista statunitense
- Cheryl Ladd, attrice e cantante statunitense
- Cheryl Miller, cestista e allenatrice di pallacanestro statunitense
- Cheryl Porter, cantante statunitense
- Cheryl Salisbury, calciatrice australiana
- Cheryl Studer, soprano statunitense

### Variante Sheryl

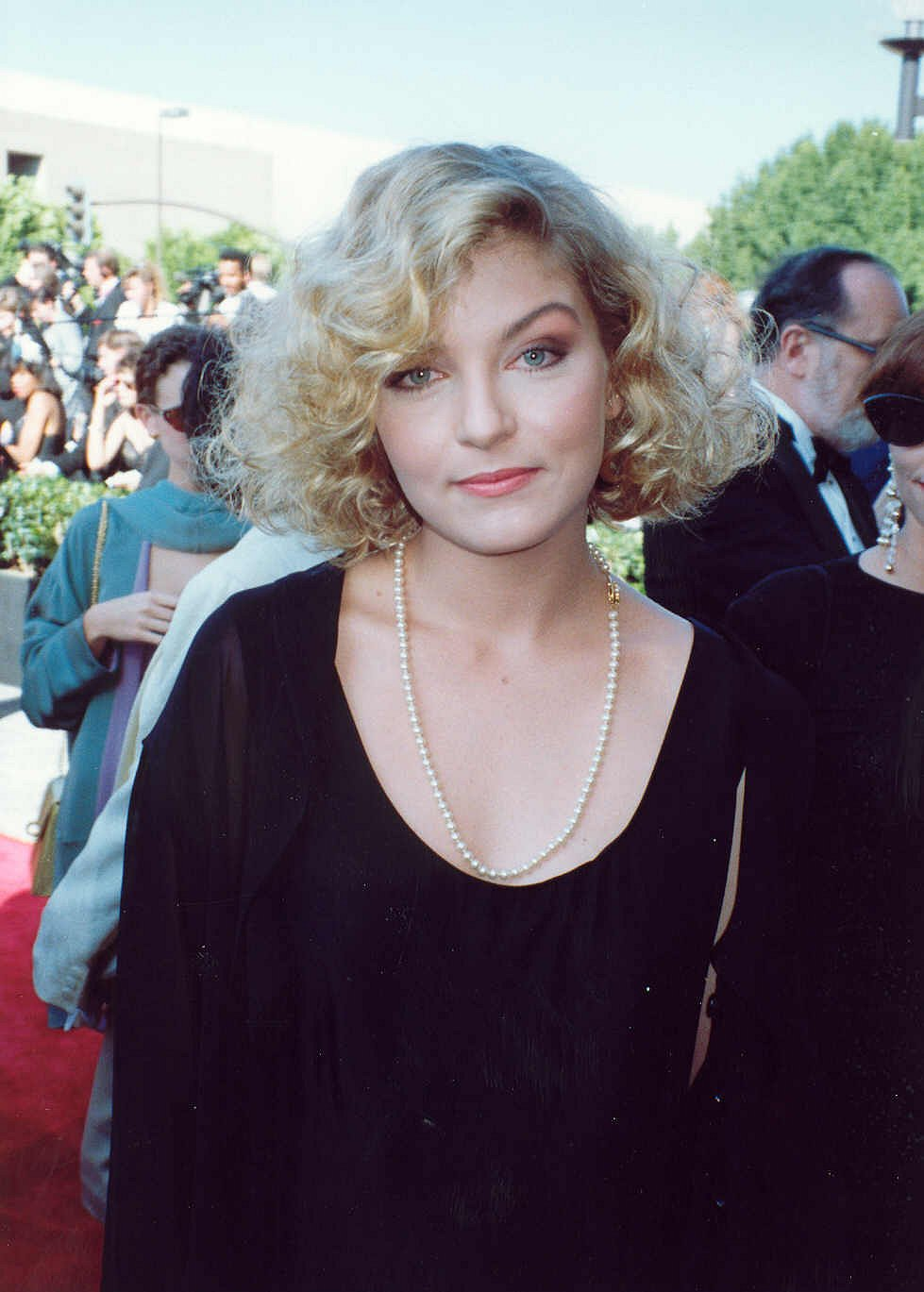
Sheryl Lee

- Sheryl Crow, cantautrice statunitense
- Sheryl Lee, attrice statunitense
- Sheryl Lee Ralph, attrice e cantante statunitense
- Sheryl Rubio, attrice e cantante venezuelana
- Sheryl Sandberg, imprenditrice e politica statunitense
- Sheryl Swoopes, cestista statunitense

### Variante Cherilyn
- Cherilyn McCarver, vero nome di Devinn Lane, ex attrice pornografica e regista statunitense
- Cherilyn Sarkisian LaPierre, vero nome di Cher, cantautrice, attrice, produttrice e presentatrice televisiva statunitense

### Altre varianti
- Sherill Baker, cestista statunitense
- Sherilyn Fenn, attrice statunitense
- Cher Lloyd, cantautrice britannica

## Il nome nelle arti
- Cheryl è un personaggio della serie televisiva La vita secondo Jim.
- Cheryl Blossom è uno dei personaggi principali della serie televisiva Riverdale.
- Cher Horowitz è un personaggio del film Ragazze a Beverly Hills.